# Aellopos ceculus
Aellopos ceculus este o specie de molie din familia Sphingidae. Specia este răspândită în partea nordică a Americii de Sud, dar a fost întâlnită și mai la nord, până în Mexic.

## Descriere
Anvergura este de 42-47 mm.  Poate fi deosebită de alte specii din genul Aellopos după linia galbenă de pe mijlocul aripii inferioare.

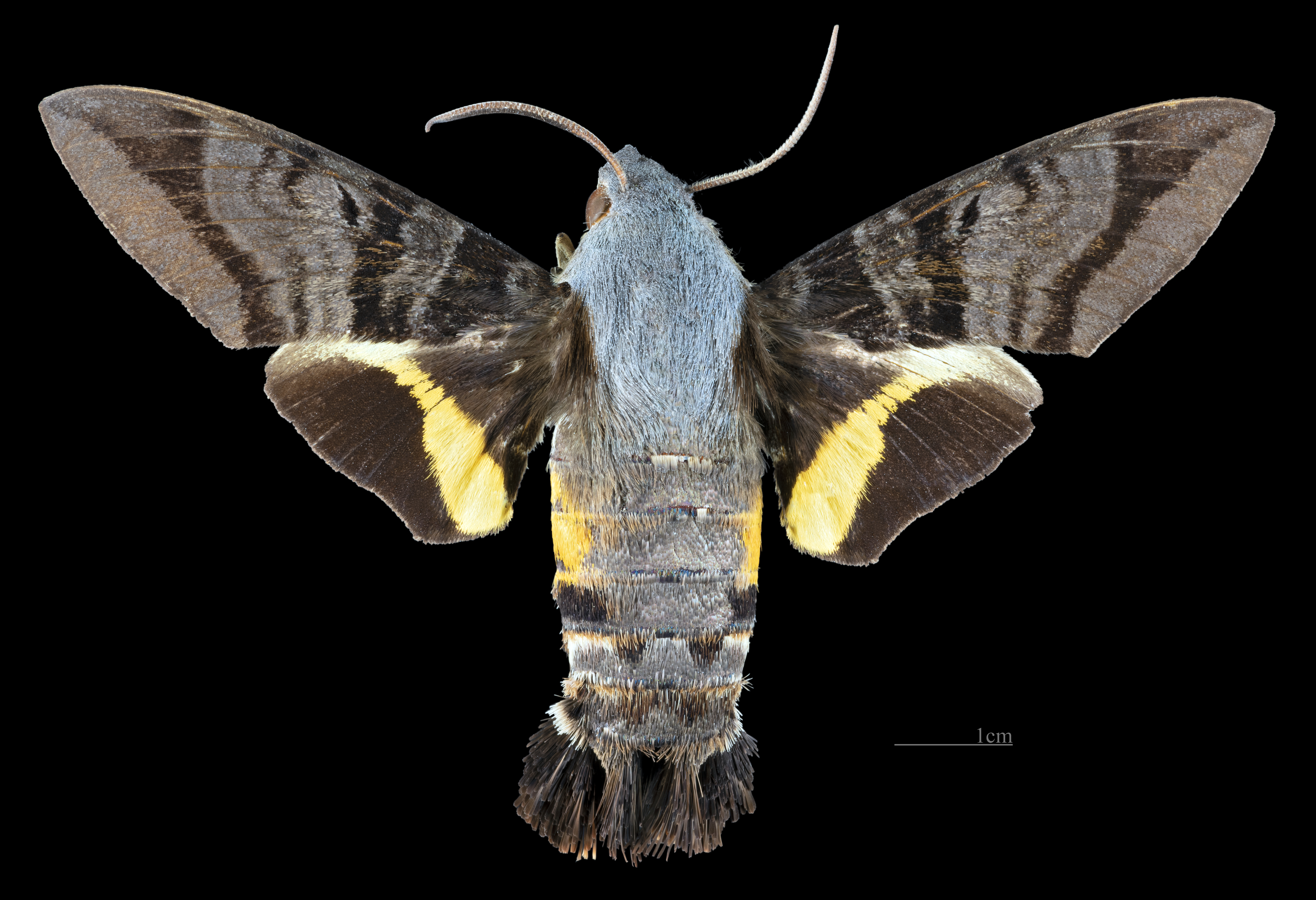
Aellopos ceculus ♂
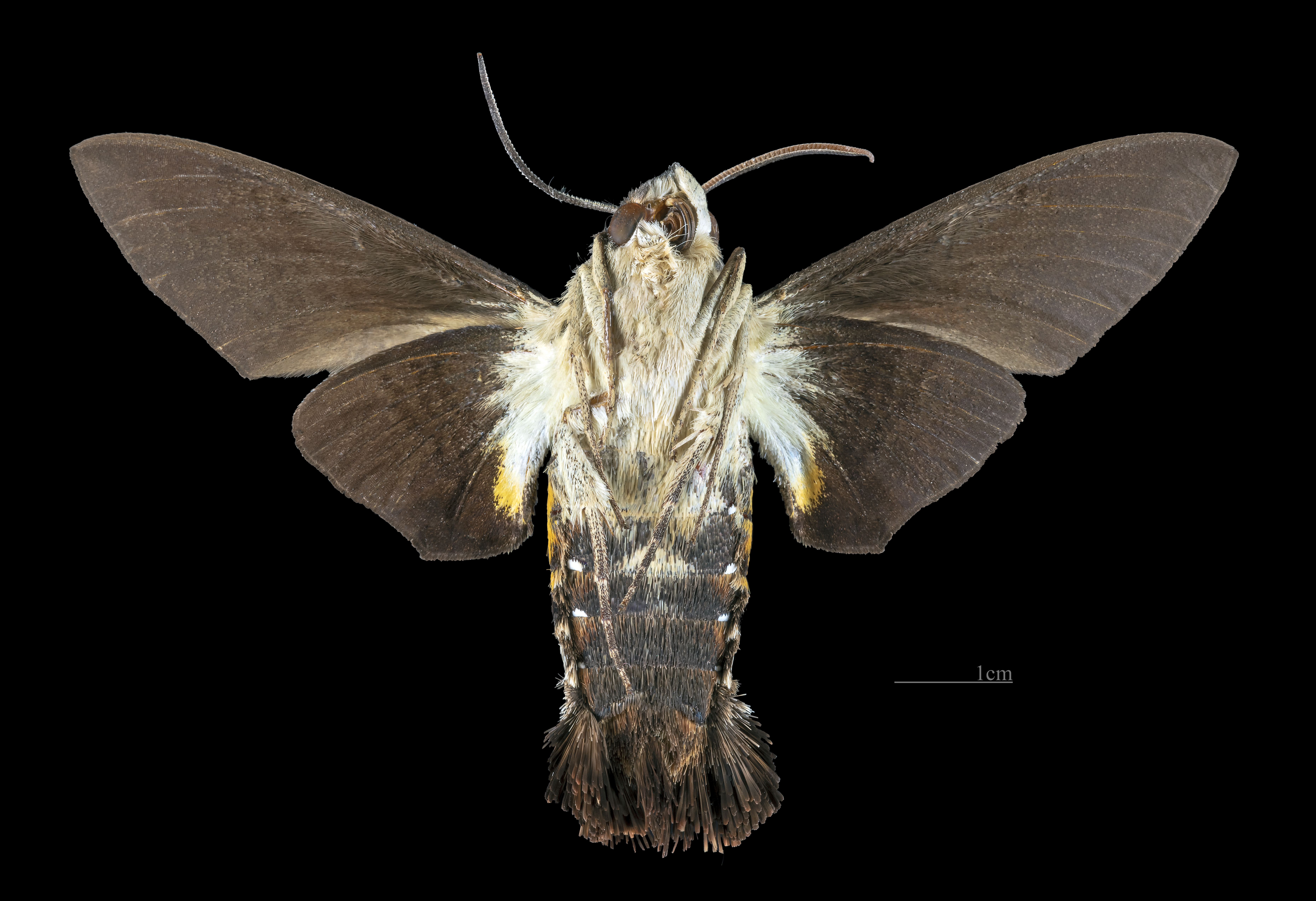
Aellopos ceculus ♂  △
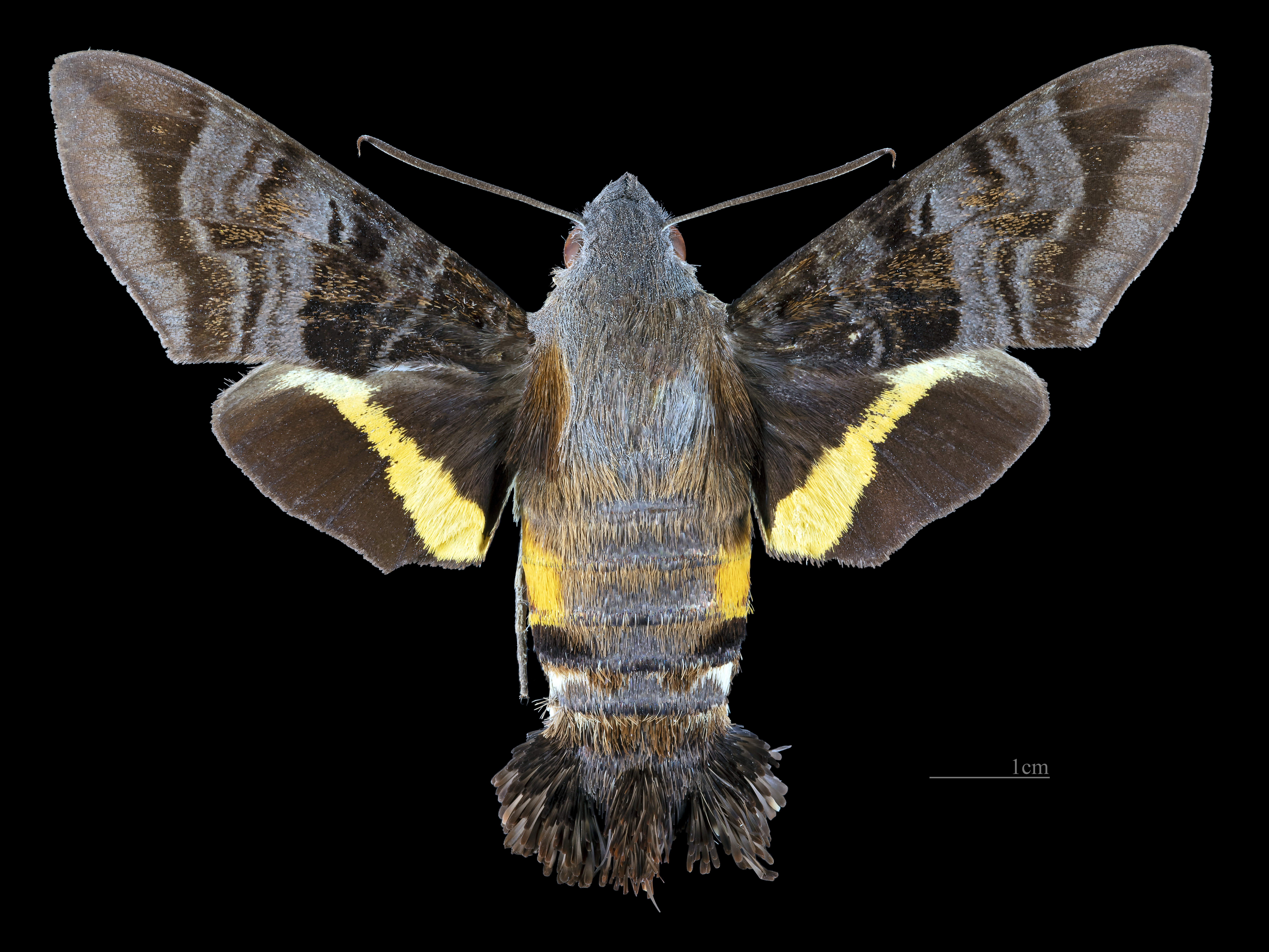
Aellopos ceculus ♀
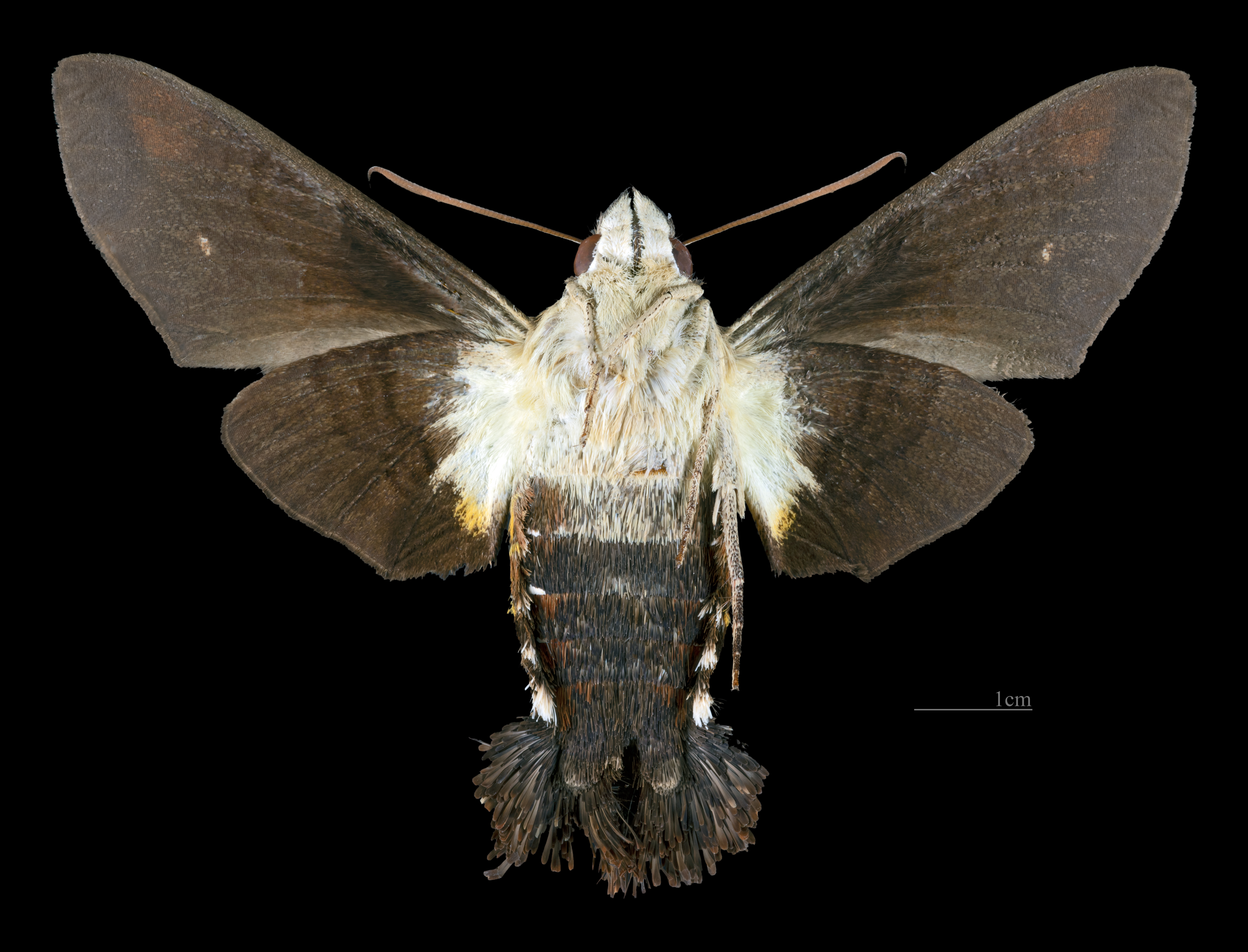
Aellopos ceculus  ♀ △

Adulții zboară tot anul în Costa Rica. Cel mai probabil există trei generații principale: adulții din decembrie-ianuarie, aprilie-mai și septembrie. 
Larvele se hrănesc cu specii variate de Rubiaceae.